# Holcosus
Holcosus – rodzaj jaszczurek z rodziny tejowatych (Teiidae).

## Zasięg występowania
Rodzaj obejmuje gatunki występujące w Meksyku, Gwatemali, Belize, Hondurasie, Salwadorze, Nikaragui, Kostaryce, Panamie, Kolumbii i Ekwadorze. 

## Systematyka

### Etymologia
Holcosus: E.D. Cope nie wyjaśnił pochodzenia nazwy rodzajowej, ale być może nazwa pochodzi od gr. ὁλκος holkos „rodzaj ziarna”; nazwa ta może być odniesieniem do wielu tarcz głowowych, które rozdzieliły się na wiele małych, a zatem podobnych do ziarna, skróconych łusek u gatunku H. septemlineatus. 

### Podział systematyczny
Do rodzaju należą następujące gatunki:
- Holcosus amphigrammus (Smith & Laufe, 1945)
- Holcosus anomalus (Echternacht, 1977)
- Holcosus bridgesii Cope, 1869
- Holcosus chaitzami (Stuart, 1942)
- Holcosus festivus (Lichtenstein & Martens, 1856)
- Holcosus gaigeae (Smith & Laufe, 1946)
- Holcosus hartwegi (Smith, 1940)
- Holcosus leptophrys (Cope, 1893)
- Holcosus niceforoi (Dunn, 1943)
- Holcosus orcesi (Peters, 1964)
- Holcosus parvus (Barbour & Noble, 1915)
- Holcosus pulcher (Hallowell, 1861)
- Holcosus quadrilineatus (Hallowell, 1861)
- Holcosus septemlineatus (Duméril, 1851)
- Holcosus sinister (Smith & Laufe, 1946)
- Holcosus stuarti Smith, 1940
- Holcosus thomasi (Smith & Laufe, 1946)
- Holcosus undulatus (Wiegmann, 1834)